# Berghof
Berghof var Adolf Hitlers hjem på Obersalzberg nær Berchtesgaden i Bayern, Tyskland. Efter Ulveskansen i det nuværende Polen var Berghof det sted, Hitler opholdt sig mest under 2. verdenskrig. Stedet ligger under Kehlsteinhaus eller Ørnereden, som Hitler sjældent besøgte grundet sin højdeskræk. Ved slutningen af krigen opholdt Hitler sig i Førerbunkeren i Berlin.
Det amerikanske magasin Better Homes and Gardens præsenterede i november 1938 Berghof i en reportage, der omtaler Hitler som "en sjov fortæller" (a droll raconteur).

## Historien
Berghof blev opbygget i etaper på et mindre "Haus Wachenfeld". Det var et feriehus bygget af forretningsmanden Otto Winter fra Buxtehude. Winters enke lejede i første omgang huset til Hitler for 100 Reichsmark om måneden i 1928, men i 1933 fik Hitler råd til at købe huset for 40.000 guldmark, som han havde fået for sin politiske bog, Mein Kampf. Han foretog en mindre udbygning.
I 1936 havde Hitler så mange penge, at han udvidede Berghof til det, som kendes i dag. Den oprindelige trævilla blev bevaret, men indbygget i en meget større betonbygning. Der blev anlagt underjordiske garager og en sidefløj til tjenestefolkene. Den blev forlænget i 1938. Berghof var luksuriøst og storslået, bl.a. havde hovedstuen et sænkbart vindue, som var ni meter bredt og fire meter højt mod Untersberg. Hitler havde tegnet skitserne til bygningen, og de blev rentegnet af arkitekten Alois Degano. Huset blev udstyret med værdifulde malerier, gobeliner og statuer, dels købt privat af Hitler, dels udlånt eller skænket fra tyske museer.
Efter Hitlers erhvervelse af Berghof købte både Hermann Göring og Martin Bormann huse i nærheden, og hele området blev et stort kompleks af bjerghuse til nazilederne. Det skete ved, at Bormann på Hitlers vegne i løbet af 1935-36 købte alle ejendomme i Obersalzberg og rev de fleste af dem ned. Mange familier havde boet der i hundreder af år og ville ikke flytte, men ved hjælp af trusler og boykot fik Bormann efterhånden overtalt alle. Tømmerhuggerfamilien Hölzl driver stadigvæk sit gæstgiveri "Zum Türken"  nogle hundrede meter under Berghof. På væggen hænger den indrammede udvisningsordre, signeret "M.Bormann", der begynder: "Det eneste mulige svar på Deres skriv. af 10.2.1940 vil være at sende Dem til koncentrationslejren Dachau." 
Hele Obersalzberg blev afspærret som en Führersperrgebiet (Førerspærrezone). I 1937 udbyggede Bormann igen området på vegne af Hitler. Bag Berghof blev der opført fire SS-kaserner for et vagtkompagni på 300 mand. For at Hitler ikke skulle forstyrres af skydetræningen, blev der bygget en underjordisk skydebane. I 1940 blev pensionat Moritz fra 1870 revet ned, og i stedet blev der bygget et stort hotel, Plattenhof for indbudte gæster. Størstedelen af de fritliggende anlæg og bygninger blev tilknyttet et sammenhængende, underjordisk bunkersystem med en samlet længde på 2775 meter. I 1938-39 byggede Bormann Kehlsteinhaus eller Ørnereden som et udsigtspunkt 800 meter over Berghof. Den fik Hitler som 50-års fødselsdagsgave.
Hitler og Eva Braun brugte meget tid i Berghof i 1930'erne; hans sidst kendte besøg var i juli 1944. Flere af hans kumpaner ønskede afslutningen på krigen ledet fra Berghof, og han var også selv med på ideen, men af historiske hensyn valgte han Førerbunkeren i Berlin. Mens han og hans følge sad under jorden og ventede på afslutningen, var opholdene på Berghof et tilbagevendende nostalgisk samtaleemne.
Da RAF bombede området den 25. april 1945, blev Berghof slemt raseret, og den 4. maj 1945 satte de flygtende SS-vagter ild på huset, da de allierede nærmede sig.
De tyske myndigheder har gradvist destrueret eller begravet næsten alle spor af Berghof. Ruinen blev sprængt væk 30. april 1952 (årsdagen for Hitler død), og de sidste rester blev fjernet i 1995. Stedet er nu overgroet af træer.